# Macromitrium hortoniae
Macromitrium hortoniae är en bladmossart som beskrevs av Dale Hadley Vitt och Helen Patricia Ramsay 1985. Macromitrium hortoniae ingår i släktet Macromitrium och familjen Orthotrichaceae. Inga underarter finns listade i Catalogue of Life.